# فابریکا آرخنتینا دی آویونس
کارخانه هواپیماسازی آرژانتین (به اسپانیایی: Fábrica Argentina de Aviones SA (FAdeA)) (فابریکا آرخنتینا دی آویونس) با نام رسمی کارخانه هواپیماسازی آرژانتین (سرتیپ سن مارتین) اس. ای (به اسپانیایی: Fábrica Argentina de Aviones "Brigadier San Martín" S.A)، سازنده اصلی هواپیما در کشور آرژانتین است. این شرکت که در کوردوبا واقع شده، در ۱۰ اکتبر ۱۹۲۷ (۱۷ مهرماه ۱۳۰۶ خورشیدی)بنیان‌گذاری شده است و، تا زمان خصوصی‌سازی و اگذاری سهام آن در دهه۱۹۹۰ به شرکت لاکهید مارتین، برای بیشتر عمر خود به نام فابریکا میلیتار دی آویونس (اف.ام. ای) (به اسپانیایی: Fábrica Militar de Aviones (FMA)) شناخته می‌شد. در سال ۲۰۰۹ این شرکت از مالکیت خصوصی درآمده و اکنون به‌طور کامل تحت مالکیت دولت آرژانتین می‌باشد.

## تاریخچه

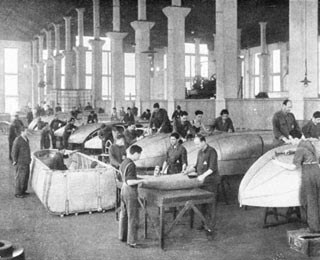
نمایی از کارخانه اف ام ای در سالهای ۱۹۳۰

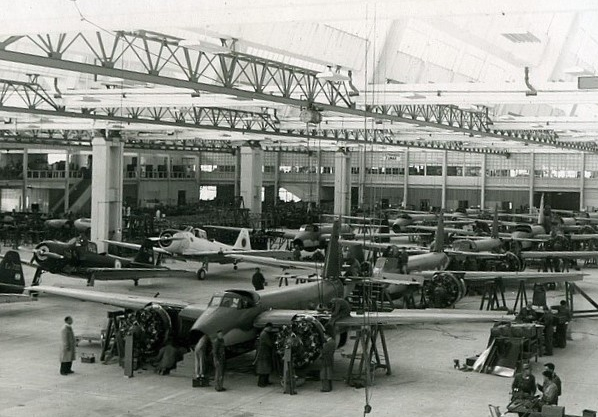
اواخر سالهای ۱۹۴۰ نمایی از خطوط تولید، خط تولید آی.ای ایی.۲۴ کالکین در جلو و آی.ای‌ایی ۲۲ دی‌ال در عقب

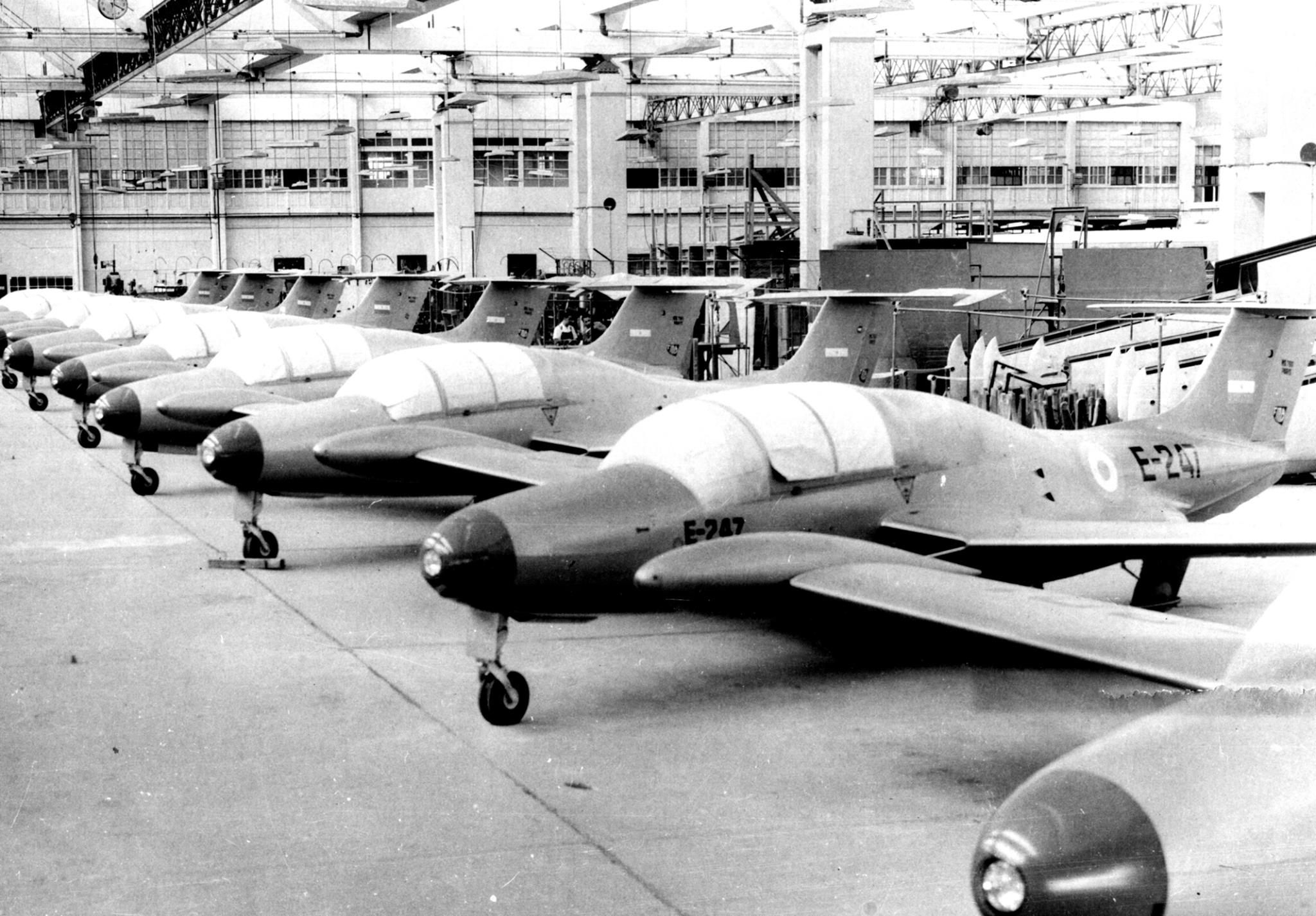
سالهای ۱۹۶۰، نمایی از خط تولید هواپیمای موران سولنیه ۷۶۰

این شرکت در ۱۰ اکتبر ۱۹۲۷ بنیان‌گذاری شد، عملیات ساختمانی و آزمایش‌ها در ۱۸ ژوئیه ۱۹۲۸ به پایان رسیده و اولین تولید بومی آغاز شد: تولید تحت امتیاز هواپیمای آموزشی آورو ۵۰۴ گاسپورت مجهز به موتور نوم Gnome به قدرت ۱۰۰ اسب بخار (۷۵ کیلووات). سرعت ۱۴۰ کیلومتر بر ساعت با مداومت پرواز ۲ ساعت. اما بلافاصله، تحت هدایت کاپیتان بارتولومه دِ لا کولینا(به اسپانیایی: Bartolomé de la Colina)، طراحی هواپیماهای بومی آغاز شد. همه هواپیماهای اولیه بومی، کوچک، تک بال، با بال پایین و تک موتوره با طراحی ساده و مشابه بودند. فقط ای‌ئی. تی. ۱ به دلیل ابعاد آن تفاوت‌های بیشتری داشت، که به آن اجازه می‌داد علاوه بر دو خلبان، پنج مسافر را حمل نموده همچنین می‌توانست به یک بمب افکن سبک تبدیل شود.
این کارخانه به دلیل تولید اولین هواپیمای جنگنده جت در آمریکای لاتین شناخته شده است: پولکی-۱ (Pulqui I) در سال ۱۹۴۷ و پولکی ۲ (Pulqui II) در سال ۱۹۵۰ به ترتیب به سرپرستی مهندسان امیل دوواتین (به فرانسوی: Emile Dewoitine)و کورت تانک (به آلمانی: Kurt Tank).
در دهه ۱۹۶۰، هواپیمای چند منظوره و ترابری سبک گوارانی و هواپیمای ضد شورش پوکارا و به دنبال آن، در دهه ۱۹۸۰ هواپیمای آموزشی جت پامپا تولید شدند. دو مورد آخر تا اوایل سال ۲۰۱۶ در در خدمت نیروی هوایی آرژانتین بودند.

### خصوصی‌سازی (۱۹۹۵)
در سال ۱۹۹۵، اف ام ای توسط دولت کارلوس منم خصوصی شد و از آن سال تا مارس ۲۰۰۹ به صورت انحصاری و تحت نام شرکت سهامی عام لاکهید آرژانتین (به انگلیسی: LAASA (Lockheed Aircraft Argentina SA)) و به عنوان یکی از شرکت‌های تابعه شرکت لاکهید مارتین فعالیت نمود. طبق شرایط قرارداد خصوصی‌سازی LAASA شرکت را به مدت ۲۵ سال اداره می‌نمود که می‌توانست برای دو دوره ۱۰ ساله تمدید گردد.
در این دوره تمرکز فعالیت‌های شرکت بیشتر بر تعمیر و نگهداری و ارتقاء هواپیماهای موجود در خدمت نیروی هوایی آرژانتین بود.

### ملی سازی (۲۰۱۰)
در ماه اوت سال ۲۰۰۹ و در زمان دولت کریستینا فرناندس د کیرشنر، این شرکت پرداخت با غرامت ۶۷ میلیون دلاری پزوی آرژانتین ملی شد. در متن قانون سلب مالکیت خصوصی در این مورد مقرر شده بود که «دولت نمی‌تواند خود را از سهام اکثریت یا قدرت تصمیم‌گیری در کارخانه سلب کند.»
این شرکت به افتخار سرتیپ نیروی هوایی آرژانتین خوان ایگناسیو سن مارتین تغییر نام یافت، مهندسی نظامی که پایه‌های صنعت هوانوردی را در کوردوبا زمانی که در دهه ۱۹۴۰ انستیتو آئروتکنیکو را مدیریت می‌نمود، شرکتی که بعداً به اف ام ای FMA تبدیل شد.
وزارت امور خارجه ایالات متحده اعلام کرد که از ۱۸ دسامبر ۲۰۰۹، شرکت هواپیمایی لاکهید مارتین آرژانتین به کارخانه هواپیماسازی آرژانتین (سرتیپ سن مارتین) اس. ای (سهامی عام) (به اسپانیایی: Fábrica Argentina de Aviones "Brigadier San Martín" S.A) و به دولت آرژانتین واگذار خواهد شد.

## هواپیماهای طراحی و تولید شده

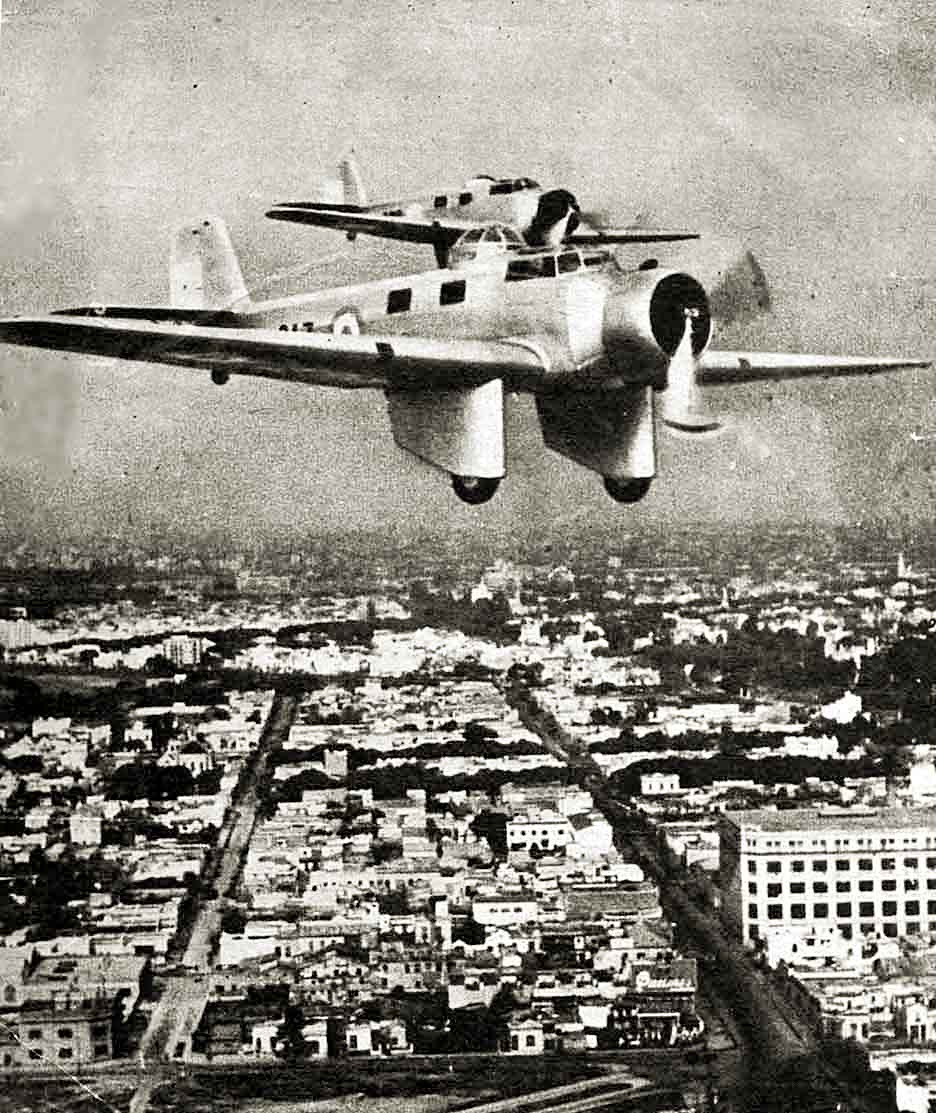
دو فروندبمب‌افکن اف‌ام‌ای ای‌ائی‌ام‌اوابی. ۲ بُمبی در حال پرواز

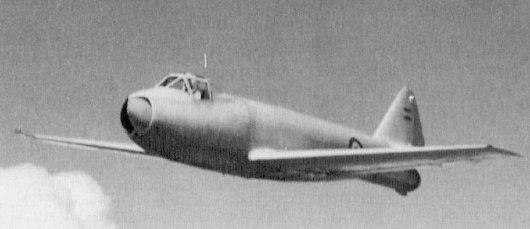
نمونه اولیه جت جنگنده پولکی-۱ درحال پرواز (درحدود سال ۱۹۵۱)

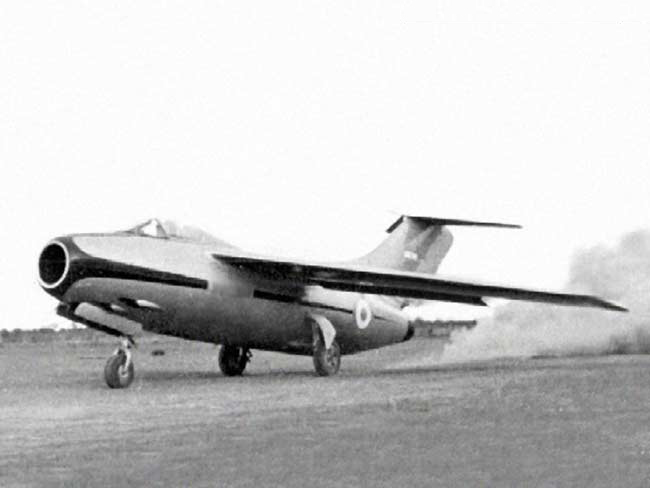
آی ای ایی ۳۳ پولکی-۲

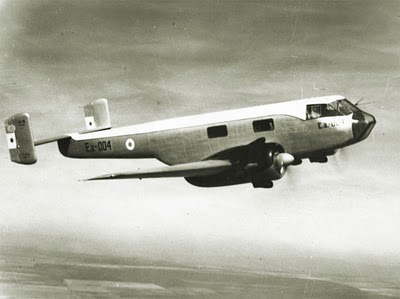
آی ای ۳۵ اوانکرو هواپیمای چند منظوره طراحی شده در اوایل دهه ۱۹۵۰

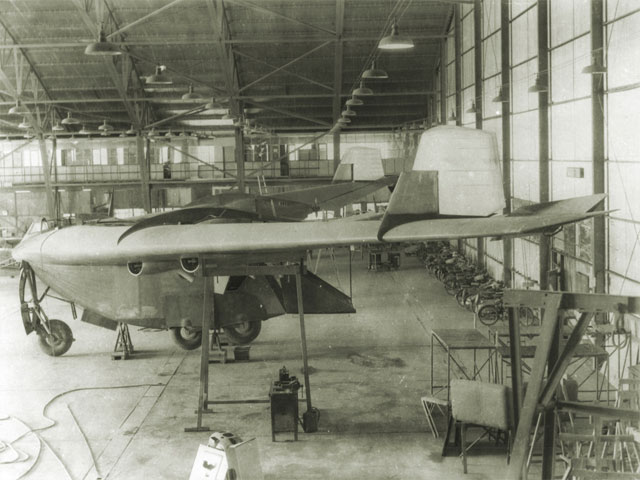
Prototype IA 38 Naranjero under construction, early 1960s

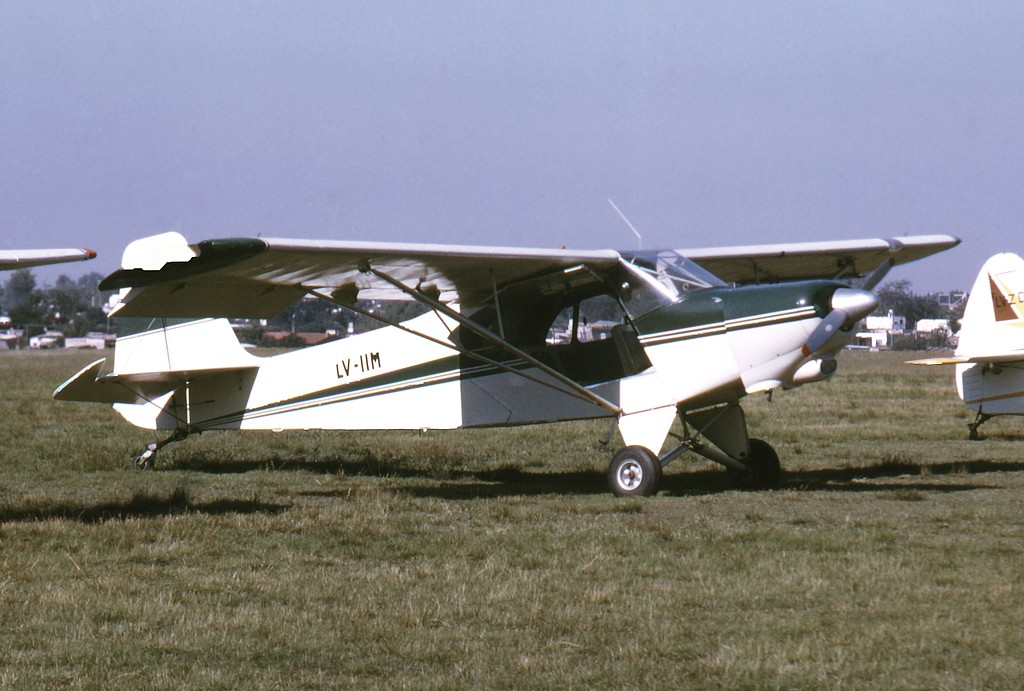
آی‌ای۴۶ سوپررانکل در پایگاه هوایی سان‌خوستو (بوئنوس آیرس) در آوریل ۱۹۷۵

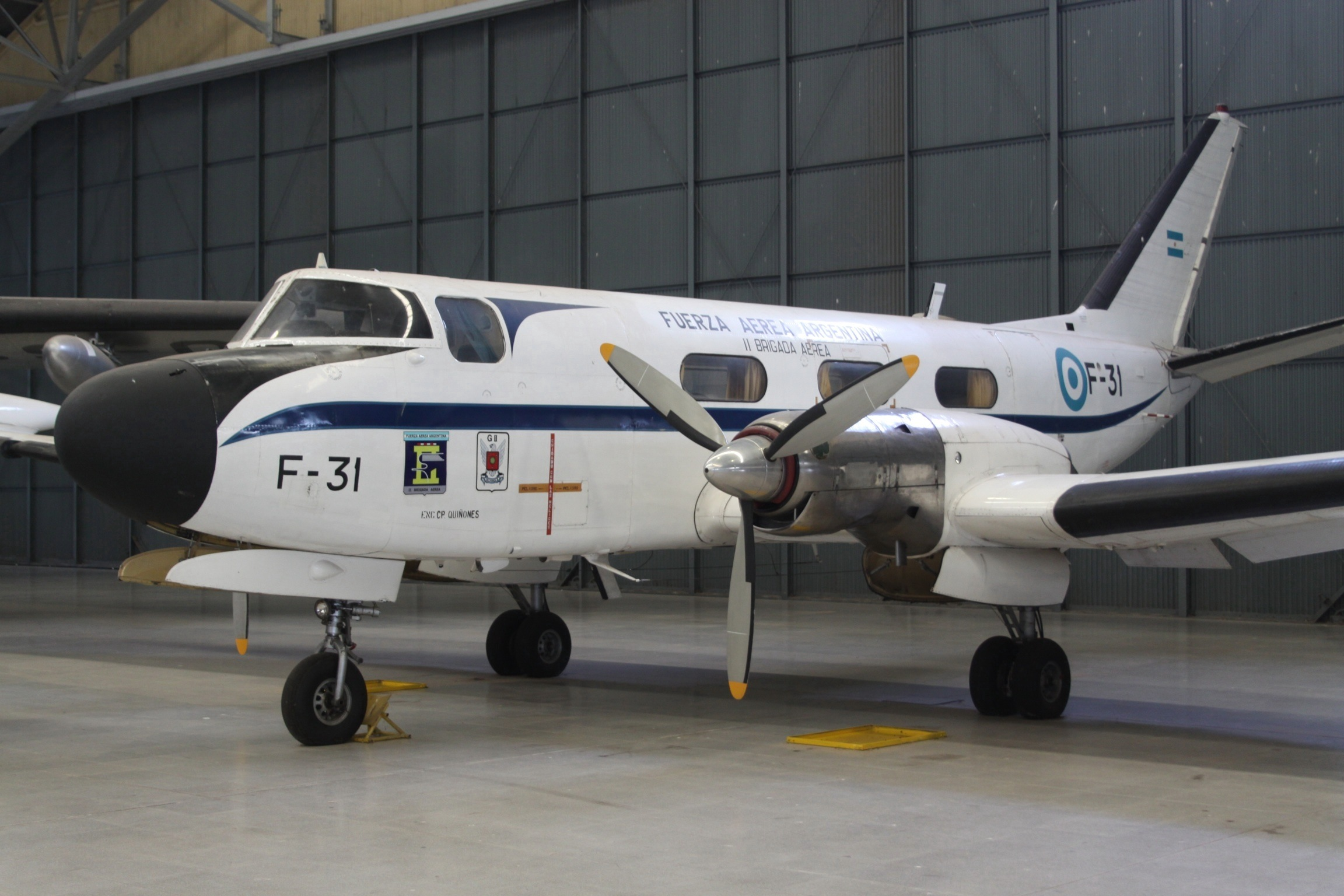
هواپیمای چندمنظوره آی. ای -۵۰ گوارانی ۲

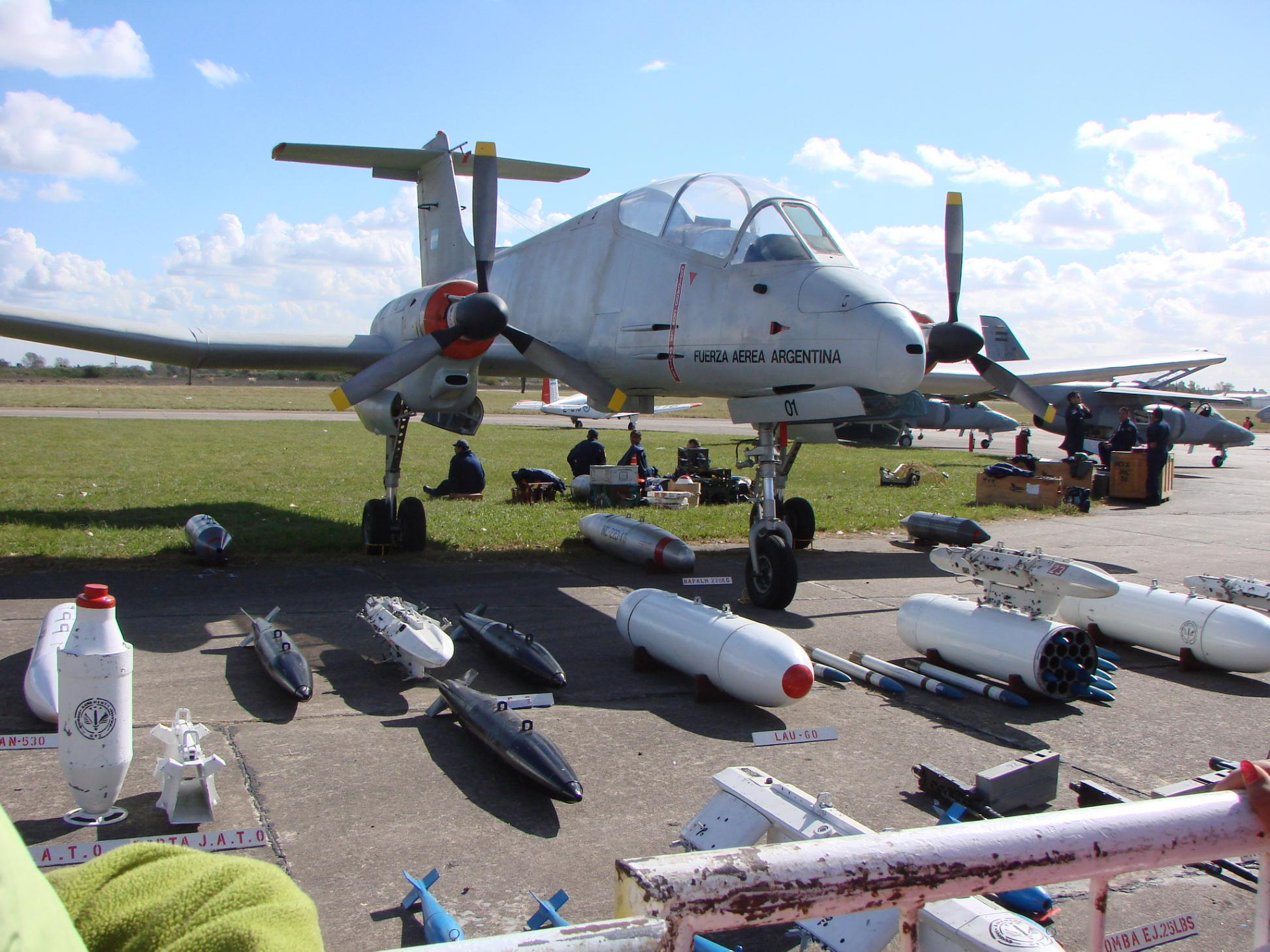
آی‌ای ۵۸ پوکارا

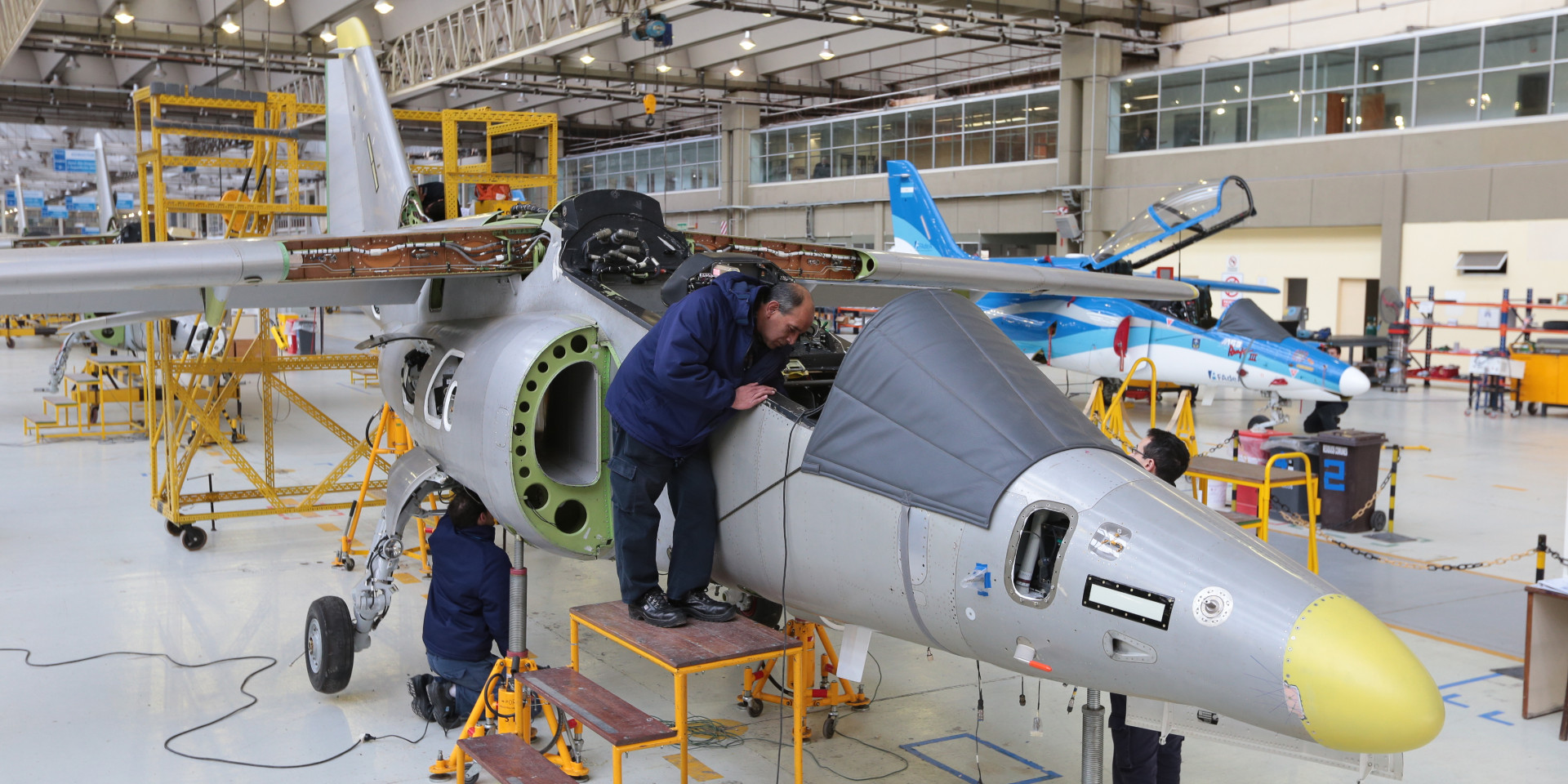
خط تولید هواپیمای آموزشی، آفندی اف.ام.ای آی.ای-۶۳ پامپا

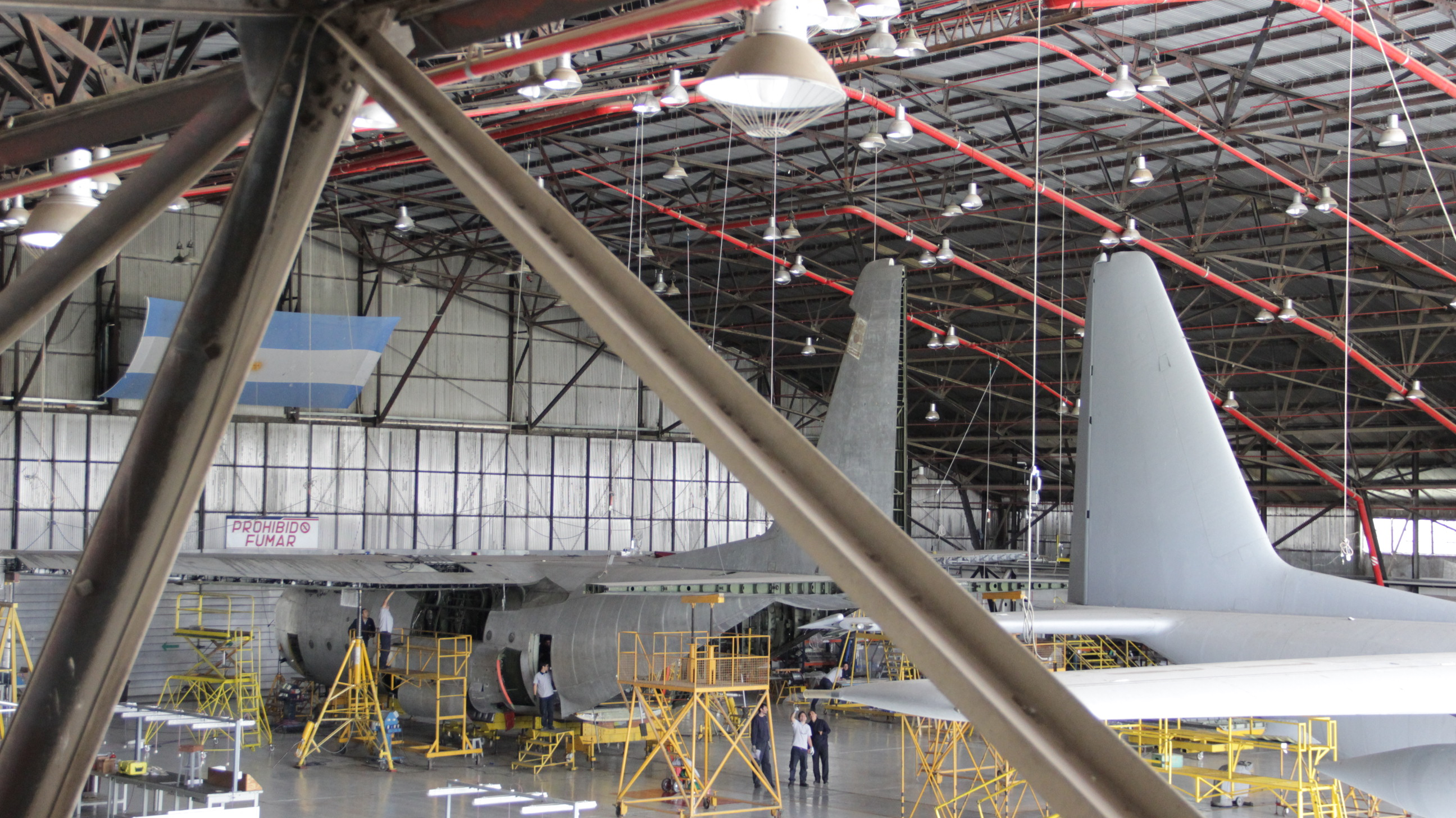
اورهال دو فروند هواپیمای ترابری سی-۱۳۰ هرکولس در فابریکا آرخنتینا دی آویونس

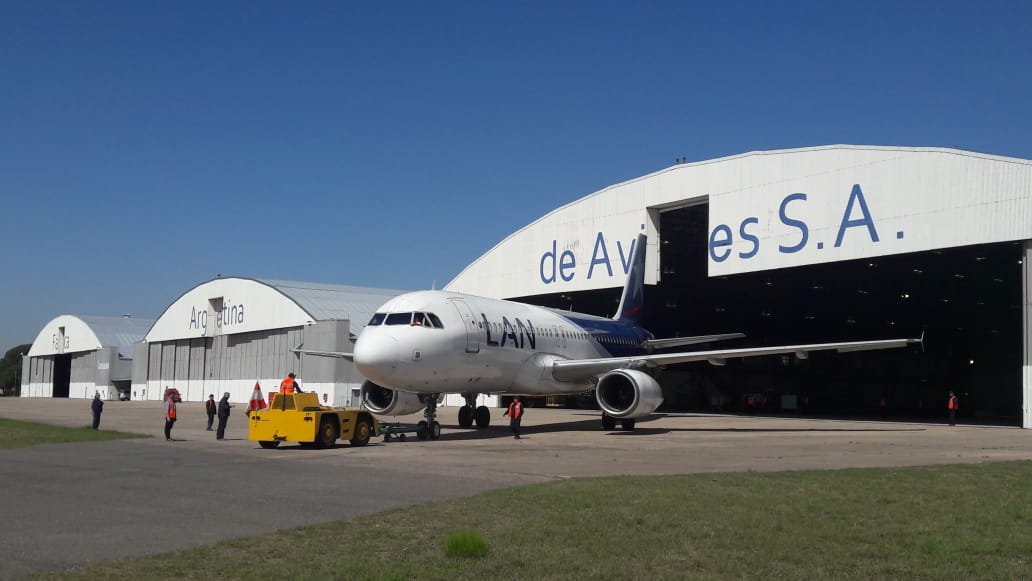
یک فروند ایرباس ۳۲۰ از ناوگان لاتام ایرلاینز در حال تعمیر و نگهداری در FAdeA

اف. ام. ای نمونه‌های اولیه هواپیماهای نوآورانه ای را تولید نموده است، اما معمولاً وضعیت اقتصادی آرژانتین از ورود بیشتر آنها به تولید انبوه جلوگیری نموده است. با این وجود اف. ام. ای موفق شده است چندین نوع هواپیما با طراحی‌های ساده و معمولی تر را در به تولید کامل برساند. همچنین در تولید هواپیماهای تحت امتیاز از کشورهای دیگر نیز فعالیت داشته است.
پیشوندهای مورد استفاده برای هواپیماهای توسعه یافته (و تولید شده) عبارتند از:
- Ae ای. ایی، مخفف (به اسپانیایی: Dirección General de Aerotécnica) اداره کل ایروتکنیک، دوران اول از سالهای (۱۹۲۷ الی ۱۹۳۶)
- F.M.A اف. ام. ای، مخفف (به اسپانیایی: Fábrica Militar de Aviones) کارخانه هواپیماسازی نظامی، دوران دوم از سالهای (۱۹۳۸ الی ۱۹۴۳)
- .I.Ae آی. ای ایی، مخفف (به اسپانیایی: Instituto Aerotécnico) مؤسسه ایروتکنیک، دوران سوم از سالهای (۱۹۴۳ الی ۱۹۵۲)
- IA آی ای، مخفف (به اسپانیایی: Instituto Aerotécnico) مؤسسه ایروتکنیک، دوران چهارم از سالهای (۱۹۵۲ تا زمان حال)

### فهرست هواگردهای تولید شده، پروژه شده و به روز رسانی شده
| سال                                                      | مدل                                               | تعداد تولید شده                  | توضیحات |
| آغاز شرکت با نام مؤسسه ایروتکنیک                         | آغاز شرکت با نام مؤسسه ایروتکنیک                  | آغاز شرکت با نام مؤسسه ایروتکنیک | آغاز شرکت با نام مؤسسه ایروتکنیک                                                                                   |
| -------------------------------------------------------- | ------------------------------------------------- | -------------------------------- | --- |
| ۱۹۲۸                                                     | آورو ۵۰۴ کی گاسپورت                               | ۳۱                               | هواپمیای دوباله آموزشی، تولید تحت امتیاز، اولین هواگرد تولیدی در اف.ام.ای.                                         |
| ۱۹۳۰                                                     | دواتین دی.۲۱                                      | ۳۵                               | هواپیمای تک باله، تولید تحت امتیاز.                                                                                |
| ۱۹۳۱                                                     | اف‌ام‌ای ای‌ئی‌سی. ۱                                  | ۱                                | نمونه اولیه هواپیمای گردشگری غیرنظامی نمونه اولیه؛ هواپیمای آموزشی پایه (نسخه بعدی). اولین هواپیمای با طراحی بومی. |
| ۱۹۳۲                                                     | اف‌ام‌ای ای‌ئی‌سی. ۲                                  | ۲                                | هواپیمای توریستی و غیرنظامی                                                                                        |
| ۱۹۳۲                                                     | اف‌ام‌ای ای‌ئی‌ام‌ئی. ۱                                | ۷                                | هواپیمای آموزشی پایه                                                                                               |
| ۱۹۳۳                                                     | اف‌ام‌ای ای‌ئی‌تی. ۱                                  | ۳                                | هواپیمای تجاری/ترابری                                                                                              |
| ۱۹۳۴                                                     | اف‌ام‌ای ای‌ئی‌ام‌او. ۱                                | ۴۱                               | هواپیمای شناسایی تک باله                                                                                           |
| ۱۹۳۴                                                     | اف‌ام‌ای ای‌ئی‌ام‌اوئی. ۱                              | ۶                                | از مشتقات ای‌ئی‌ام‌او. ۱ با ماموریت‌های شناسایی و آموزشی                                                               |
| ۱۹۳۴                                                     | اف‌ام‌ای ای‌ئی‌ام‌اوئی. ۲                              | ۶۱                               | از مشتقات ای‌ئی‌ام‌او. ۱ با ماموریت‌های شناسایی و آموزشی                                                               |
| ۱۹۳۴                                                     | اف‌ام‌ای ای‌ئی‌سی. ۳                                  | ۱۶                               | هواپیمای چندمنظوره غیرنطامی.                                                                                       |
| ۱۹۳۵                                                     | اف‌ام‌ای ای‌ائی‌ام‌اوابی. ۱                            | ۱                                | اولین بمب افکن تولیدی اف‌ام‌ای.                                                                                      |
| ۱۹۳۵                                                     | اف‌ام‌ای ای‌ائی‌ام‌اوابی. ۲                            | ۱۴                               | بمب افکن. |
| ۱۹۳۵                                                     | اف‌ام‌ای ای‌ئی‌ام‌اس. ۱                                | ۱                                | آمبولانس هوایی |
| ۱۹۳۶                                                     | اف‌ام‌ای ای‌ئی‌سی. ۳جی                                | ۱                                | هواپیمای گردشگری.                                                                                                  |
| ۱۹۳۶                                                     | اف‌ام‌ای ای‌ئی‌سی. ۴                                  | ۱                                | نمونه آزمایشی بهینه شده از سی. ۳. جی                                                                               |
| تغییر نام شرکت به فابریکا میلیتار دی آویونس              |                                                   |                                  | |
| ۱۹۴۰                                                     | کورتیس پی-۳۶ هاوک                                 | ۲۰                               | گونه تولید شده تحت امتیاز از هواپیمای جنگنده آمریکایی تک باله کورتیس هاوک ۷۵                                       |
| ۱۹۴۰                                                     | فوکه-وولف اف‌و ۴۴                                  | ۱۹۰                              | هواپیمای دوباله آموزشی آلمانی (تولید تحت امتیاز)                                                                   |
| ۱۹۴۰                                                     | اف‌ام‌ای آی.ای‌ئی.۲۰ ال بویرو                        | ۱۳۰                              | هواپیمای گردشگری, series built by Industrias Petrolini                                                             |
| ۱۹۴۳                                                     | FMA I.Ae.21                                       | ۱                                | Advanced trainer aircraft prototype, based on the نورث امریکن ان‌ای-۱۶ fuselage.                                    |
| ۱۹۴۳                                                     | اف‌ام‌ای آی. ای‌ایی ۲۲ دی‌ال                          | ۲۰۶                              | هواپیمای آموزشی پیشرفته                                                                                            |
| ۱۹۴۵                                                     | فوکه-وولف اف‌و ۴۴                                  | ۱                                | Basic trainer prototype, based on the Focke-Wulf Fw44J                                                             |
| ۱۹۴۶                                                     | اف‌ام‌ای آی. ای‌ایی. ۲۴ کالکین                       | ۱۰۰                              | هواپیمای تهاجمی/بمب افکن سبک                                                                                       |
| ۱۹۴۵                                                     | FMA I.Ae.25 Mañque                                | ۱                                | Assault/Transport glider.                                                                                          |
| ۱۹۴۷                                                     | ٰاف‌ام‌ای آی. ای‌ایی. ۲۷ پولکی-۱                      | ۱                                | نمونه اولیه جنگنده با پیشرانه جت، اولین هواپیمای با این مشخصات که در آمریکای لاتین تولید شد.                       |
| ۱۹۴۷                                                     | اف‌ام‌ای آی. ای‌ایی. ۲۸ سوپرکالکین                   | ۰                                | طرح توسعه کاکلین با موتورهای رولز-رویس مرلین، پروژه متوقف شده و به اف‌ام‌ای آی. ای‌ایی. ۳۰ نیانکو تبدیل شد.           |
| ۱۹۴۸                                                     | اف‌ام‌ای آی. ای‌ایی. ۳۰ نیانکو                       | ۱                                | جنگنده/بمب افکن دوموتوره (نمونه اولیه)                                                                             |
| ۱۹۴۷                                                     | FMA I.Ae.31 Colibrí                               | ۳                                | Two-seat Trainer aircraft                                                                                          |
| ۱۹۴۹                                                     | FMA I.Ae.32 Chingolo                              | ۱                                | Tourism/Trainer aircraft                                                                                           |
| ۱۹۵۰                                                     | اف ام ای آی ای ایی ۳۳ پولکی-۲                     | ۵                                | اولین جنگنده دارای بال‌های پس خمیده، طراحی شده در آمریکای لاتین.                                                    |
| ۱۹۴۹                                                     | FMA I.Ae.34 Clen Antú                             | ۷                                | Flying wing sailplane designed by Reimar Horten, also known as the Horten XVa and XVb                              |
| ۱۹۵۳                                                     | اف ام ای آی ای ۳۵ اوانکرو/کونستانسیا/پاندورا      | ۳۶                               | هواپیمای ترابری دوموتوره.                                                                                          |
| ۱۹۶۰                                                     | آی‌ای ۳۵ اوانکرو                                   | ۱                                | تاریخ تقریبی, transport derived from the I.Ae. 35 Huanquero                                                        |
| ۱۹۵۱                                                     | FMA I.Ae.36 Cóndor                                | ۰                                | Cancelled کورت تانک civil passenger transport project.                                                             |
| ۱۹۵۴                                                     | FMA I.Ae.37                                       | ۱                                | Supersonic delta-wing interceptor, Unpowered glider prototype only.                                                |
| ۱۹۶۰                                                     | FMA I.Ae.38 Naranjero                             | ۱                                | Prototype flying-wing cargo transport.                                                                             |
| mid-1950s                                                | FMA I.Ae.39                                       | ۰                                | پروژه ترابری لغو شده بر اساس آی‌ای ۳۵ اوانکرو                                                                       |
| ۱۹۵۶                                                     | FMA I.Ae.40                                       | ۰                                | پروژه جنگنده شبانه لغو شد.                                                                                         |
| ۱۹۵۳                                                     | FMA I.Ae.41 Urubú                                 | ۴                                | Flying-wing glider, designed by Reimar Horten, also known as the Horten XVc.                                       |
| ۱۹۵۳                                                     | FMA I.Ae.43 Pulqui III                            | ۰                                | پروژه جنگنده جت مافوق صوت با بال جاروبی‌شکل لغو شد                                                                  |
| ۱۹۵۳                                                     | FMA IAe.44 DL.II                                  | ۰                                | پروژه آموزشی پیشرفته لغو شد                                                                                        |
| ۱۹۵۹                                                     | FMA I.Ae.45 Querandí                              | ۲                                | Executive transport prototype (Some sources give 1957 and 1 built)                                                 |
| ۱۹۵۷                                                     | اف ام ای آی ای ایی ۴۶ رانکل                       | ۲۱۷                              | هواپیمای چند منظوره دو سرنشینه. سری دوم، به هواپیمای سوپر-رانکل تبدیل شد.                                          |
| ۱۹۶۰                                                     | اف ام ای آی ای ایی ۴۸                             | ۰                                | هواپیمای رهگیر با بال دلتا و برای همه شرایط آب و هوایی، پروژه کنسل شد                                              |
| ۱۹۶۳                                                     | اف ام ای آی ای ۵۰ گوارانی ۲                       | ۳۵                               | هواپیمای ترابری منشعب شده از ای آی. ۳۵ گوارانی-۱                                                                   |
|                                                          | بیچ‌کرفت تی-۳۴ منتور                               | ۷۵                               | آموزشی (تولید تحت امتیاز).                                                                                         |
| ۱۹۶۵                                                     | آی‌ای ۵۳ مامبورتا                                  | ۲                                | هواپیمای کشاورزی                                                                                                   |
| ۱۹۶۰                                                     | موران سولنیه ۷۶۰ پاریس                            | ۴۸                               | آموزشی (تولید تحت امتیاز).                                                                                         |
| ۱۹۶۷                                                     | اف‌ام‌ای آی‌ای ۵۸ پوکارا                             | ۱۲۰                              | هواپیمای ضد شورش/تهاجمی سبک                                                                                        |
| ۱۹۸۵                                                     | اف‌ام‌ای آی‌ای ۵۸ سی پوکارا "چارلی"                  | ۱                                | تک سرنشین مجهز به توپ ۳۰ میلی‌متری دفا و موشک‌های هوا به سطح. پروژه پس از پرواز نمونه‌اولیه، کنسل شد.                 |
| ۱۹۷۲                                                     | اف‌ام‌ای آی‌ای ۵۹                                    | ۱                                | نمونه آزمایشی پهپاد                                                                                                |
| ۱۹۷۵                                                     | اف‌ام‌ای آی‌ای ۶۰                                    | ۰                                | هواپیمای آموزشی پیشرفته/آفندی سبک، پروژه کنسل شد                                                                   |
| ۱۹۷۸                                                     | اف‌ام‌ای آی‌ای ۶۲                                    | ۰                                | هواپیمای آموزشی نظامی، پروژه کنسل شد                                                                               |
| ۱۹۸۴                                                     | اف. ام. ای آی. ای-۶۳ پامپا                        | ۳۲                               | هواپیمای آموزشی پیشرفته. گونه (ای تی-۶۳) (آموزشی/آفندی سبک) کماکان در حال تولید می‌باشد.                            |
| ۱۹۸۰                                                     | اف‌ام‌ای آی‌ای ۵۸ پوکارا                             | ۱                                | Single prototype; converted IA-58A powered by two 1,000-ehp (746-kW) Garrett TPE331-11-601W turboprop engines.     |
| (اواسط دهه ۱۹۸۰)                                         | IA 67 Córdoba                                     | ۰                                | پروژه ترابری سبک لغو شد                                                                                            |
| (اواسط دهه ۱۹۸۰)                                         | IA 68 ATL                                         | ۰                                | پروژه ترابری سبک لغو شد                                                                                            |
| (اواسط دهه ۱۹۸۰)                                         | FMA SAIA 90                                       | ۰                                | پروژه جنگنده جت برتری هوایی مافوق صوت لغو شد                                                                       |
| ۱۹۹۰                                                     | اف ام ای آی ای ۷۰ امبرائر/اف‌ام‌ای سی‌بی‌ای ۱۲۳ وکتور | ۲                                | هواپیمای مسافربری ۱۹ نفره با موتور توربوپراپ پروژه لغو شد                                                          |
| تغییر نام شرکت به هواپیمایی لاکهید مارتین آرژانتین اس ای |                                                   |                                  | |
| ۱۹۹۹                                                     | لاکهید مارتین ای-۴ای‌آر فایتینگ‌هاوک                | ۱۸                               | ۱۸ فروند دیگر توسط لاکهید مارتین در پاسادینا، کالیفرنیا در ایالات متحده آمریکا به روز رسانی شد.                    |
| ۲۰۰۳                                                     | بیچ‌کرفت تی-۳۴ منتور                               |                                  | نوسازی هواپیماهای در خدمت نیروی هوایی آرژانتین و نیروی هوایی بولیوی                                                |
| ۲۰۰۶                                                     | لاکهید سی-۱۳۰ هرکولس                              |                                  | نوسازی هواپیماهای در خدمت نیروی هوایی آرژانتین و نیروی هوایی کلمبیا.                                               |
| Name changed to FAdeA S.A.                               |                                                   |                                  | |
| ۲۰۰۹                                                     | اف. ام. ای آی. ای-۶۳ پامپا ۲–۴۰                   |                                  | تغییر موتور |
| ۲۰۱۰                                                     | اف‌ام‌ای آی‌ای ۵۸ پوکارا                             | ۱                                | تغییر موتور و اویونیک (کنسل شد)                                                                                    |
| ۲۰۱۰                                                     | اف ای دی ایی ای آی ای-۷۳                          |                                  | هواپیمای آموزش پایه برای جانشینی تی-۳۴ (کنسل شد)                                                                   |
| ۲۰۱۴                                                     | FAdeA IA 100                                      | ۱                                | Elemental trainer and a project to demonstrate the capabilities of the Argentine industry                          |
| ۲۰۱۸                                                     | اف. ام. ای آی. ای-۶۳ پامپا ۳ بلاک-۱               | ۶                                | سومین تحول و نوسازی بروی هواپیمای پامپا، با سفارش بیش از ۳ فروند از نیروی هوایی آرژانتین در سال ۲۰۱۹.              |

## نگارخانه

### طراحی‌های بومی

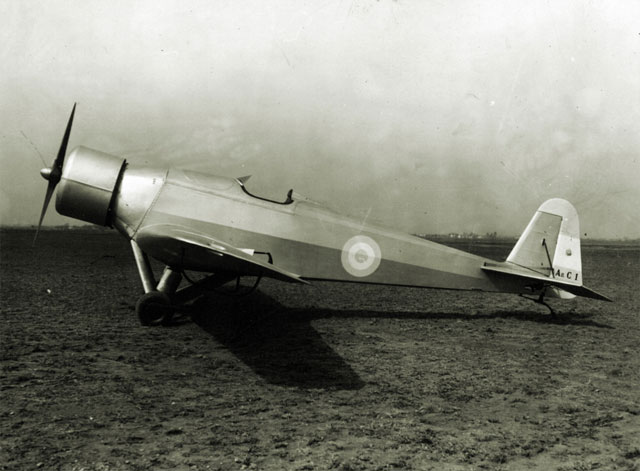
نمونه اولیه ای‌ئی‌سی. ۱ در سال(۱۹۳۱)
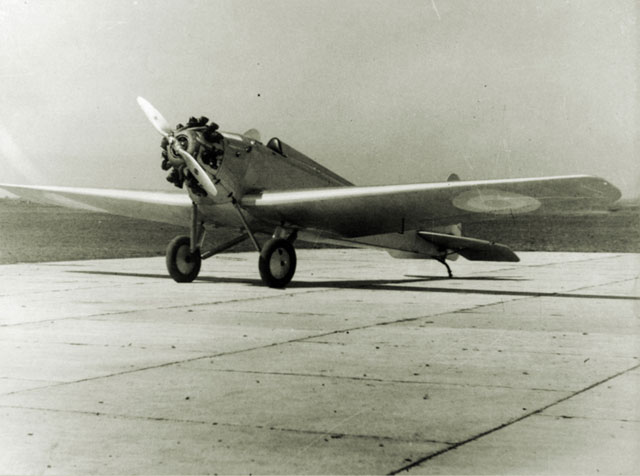
ای‌ئی‌سی.۲ (۱۹۳۲)
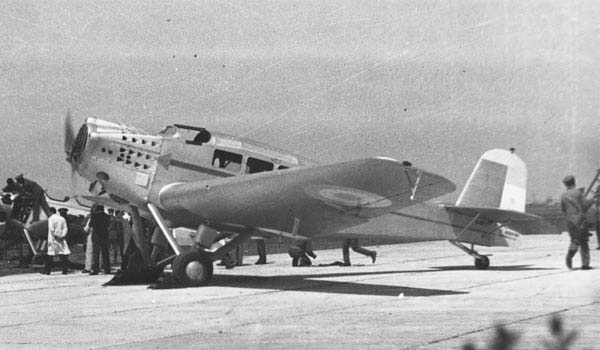
ای‌ئی‌تی.۱ (۱۹۳۳)
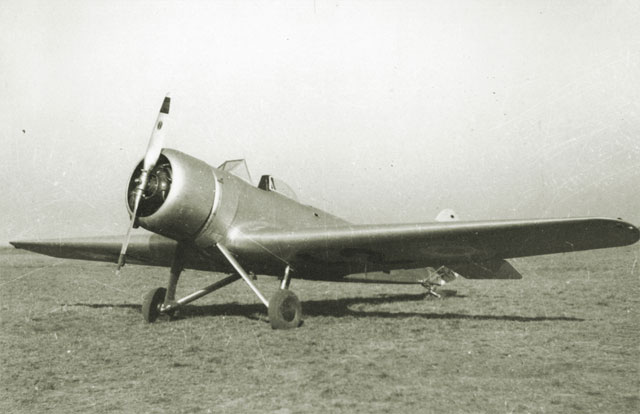
هواپیمای شناسایی ای‌ئی‌ام‌او.۱
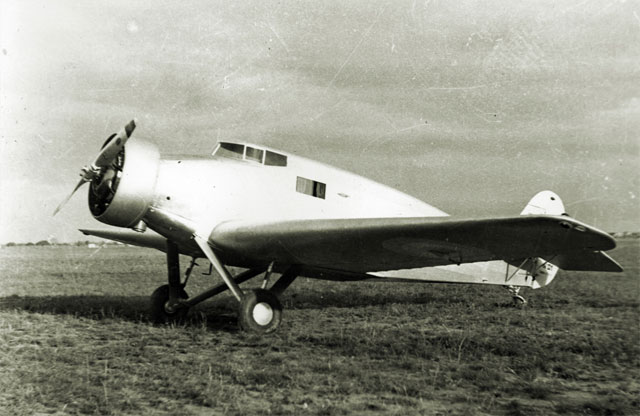
نمونه اولیه آمبولانس هوایی  اف‌ام‌ای ای‌ئی‌ام‌اس.۱
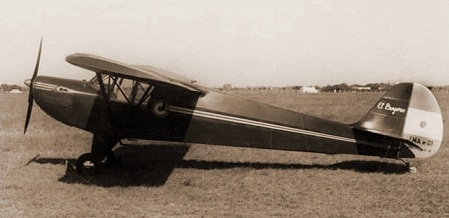
اف‌ام‌ای آی.ای‌ئی.۲۰ ال بویرو (۱۹۴۰)
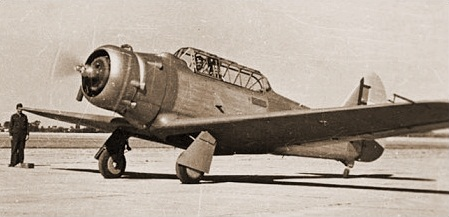
Prototype FMA 21 trainer (1943)
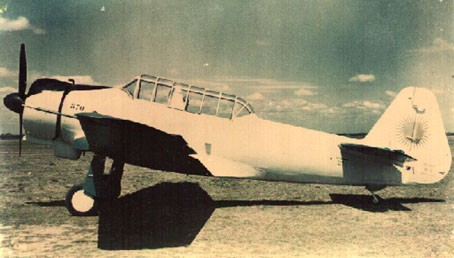
I.Ae. 22 DL advanced trainer (1944)
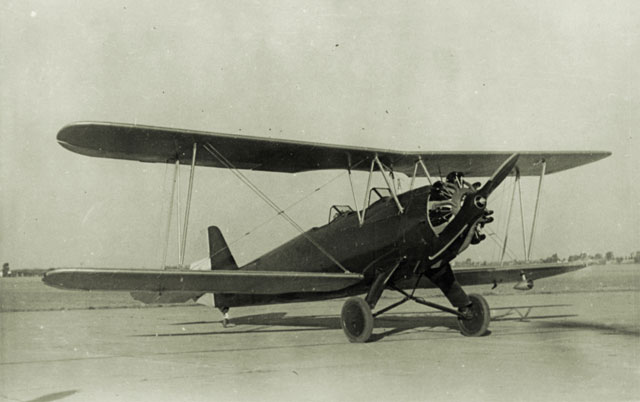
I.Ae. 23 trainer prototype, based on the FW-44J Stieglitz (1944)
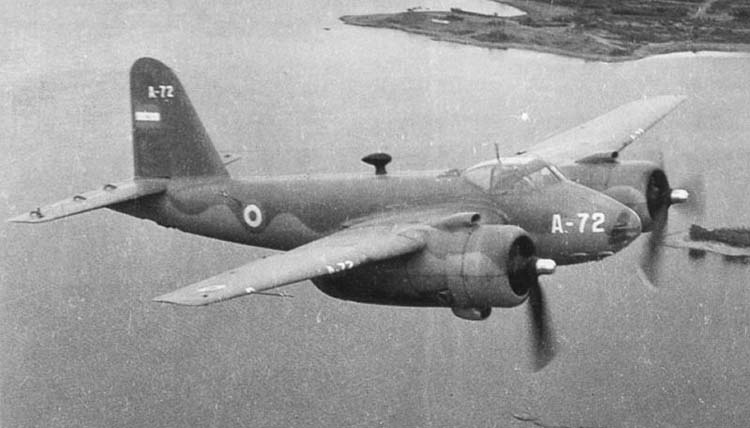
هواپیمای آفندی و بمب افکن سبک آی. ای‌ایی ۲۴ کالکین در حدود سال ۱۹۵۰
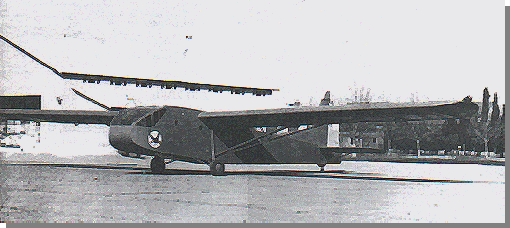
Prototype I.Ae. 25 Mañque glider (1945)
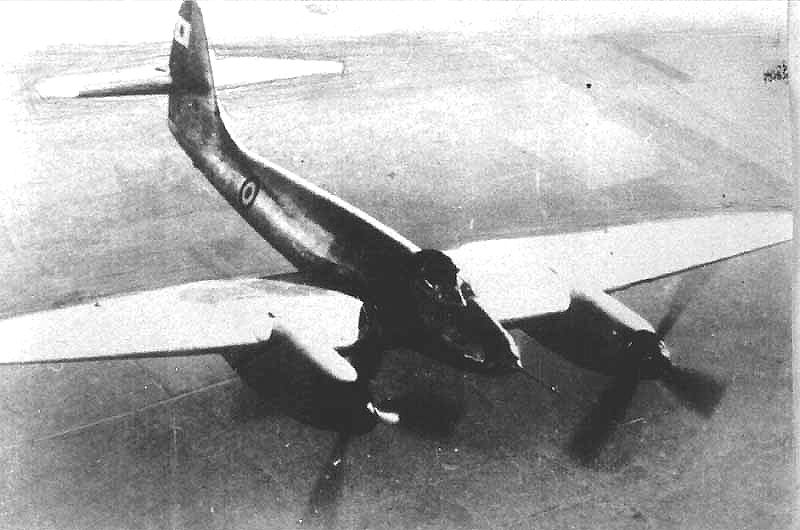
آی. ای‌ایی. ۳۰ نیانکو  (۱۹۴۸)
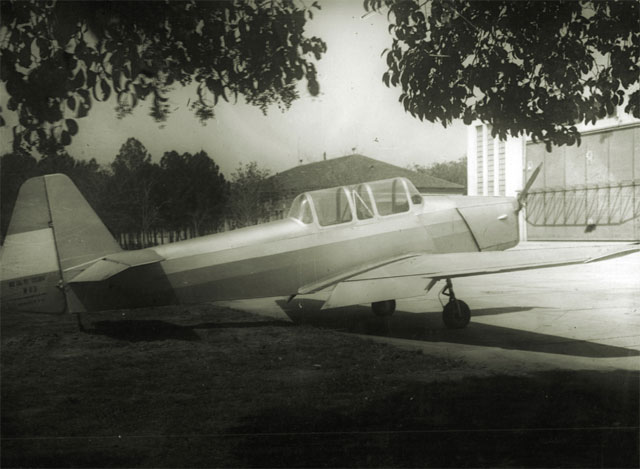
IAe.31 Colibrí (۱۹۴۷)
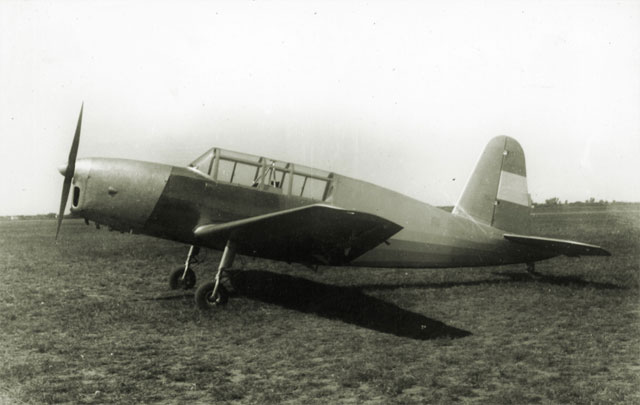
I.Ae.32 Chingolo (1949)
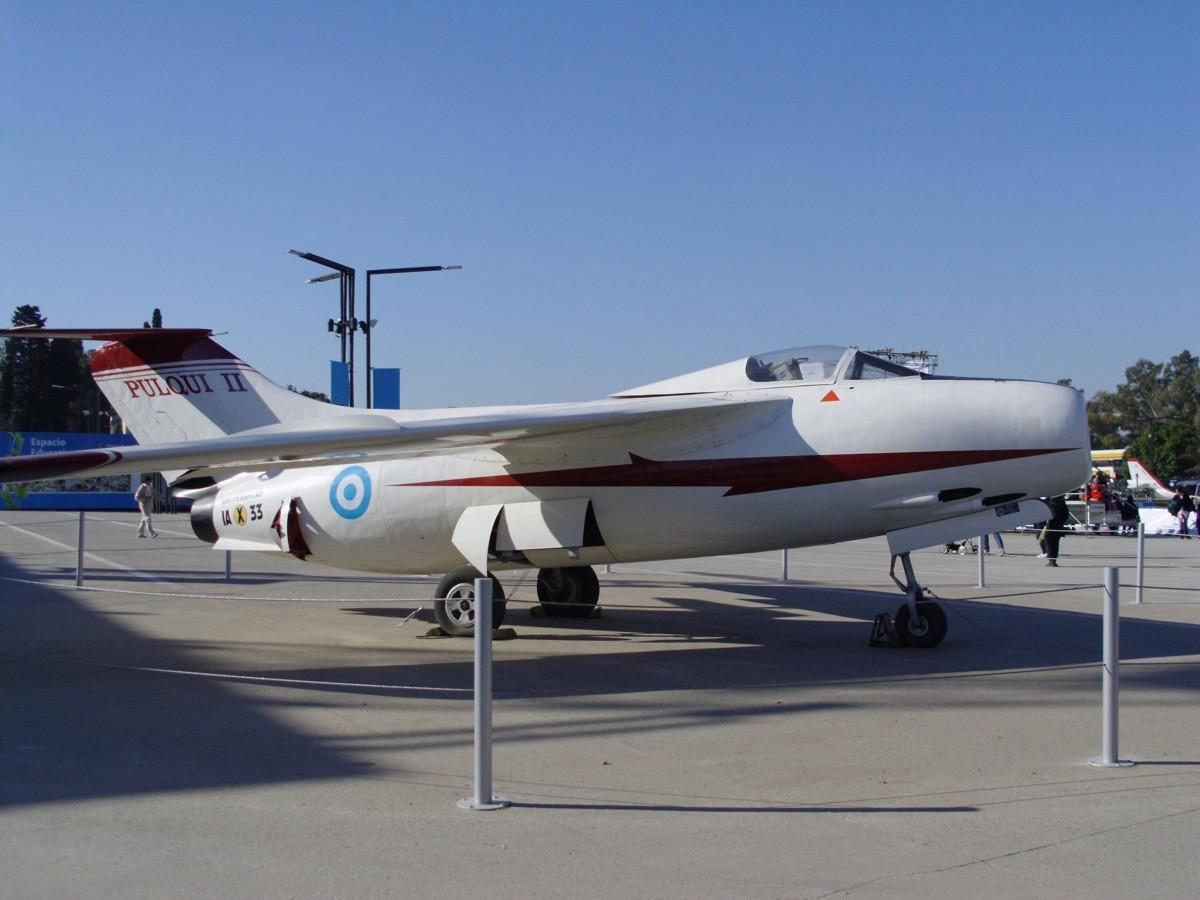
اف ام ای آی ای ایی ۳۳ پولکی-۲ نمونه اولیه شماره ۵ (۱۹۵۹)
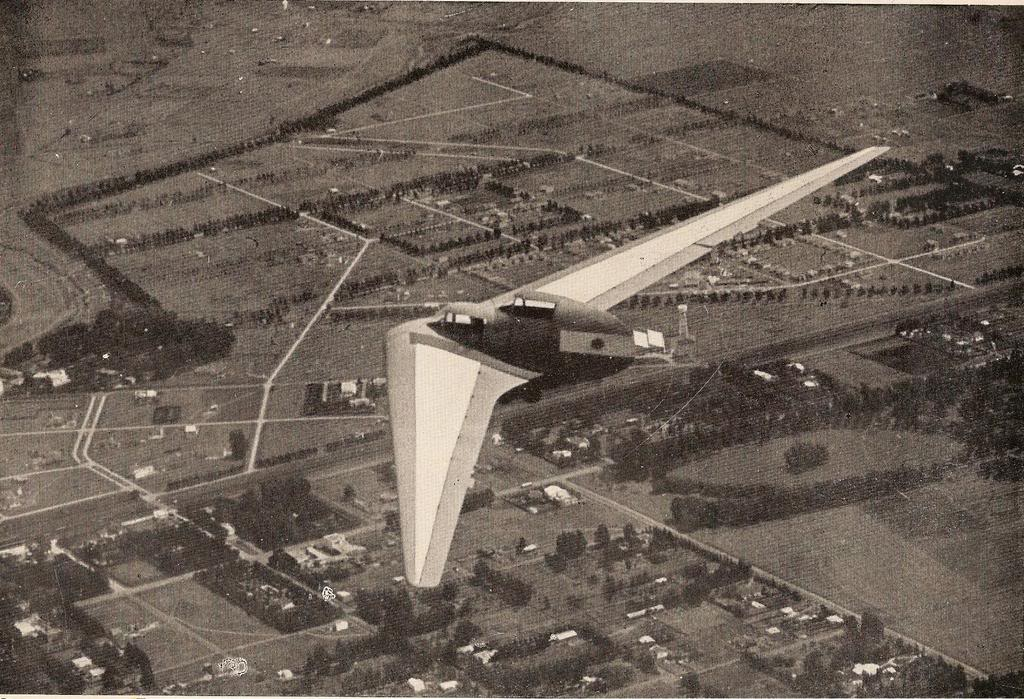
I.Ae. 34 Clen Antú, tailless glider designed by Reimar Horten, late 1940s
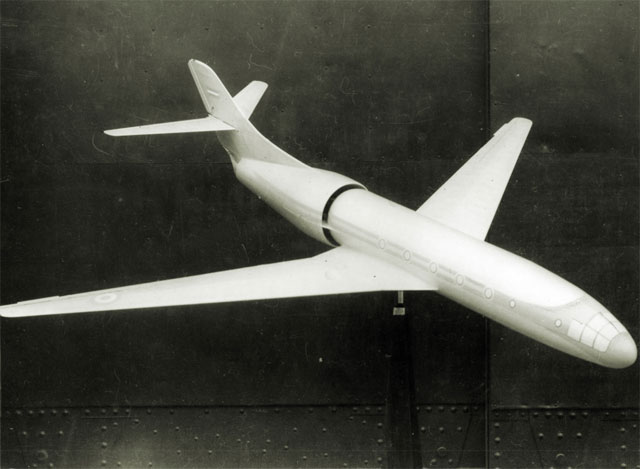
Model I.A. 36 Cóndor, airliner designed by کورت تانک, early 1950s
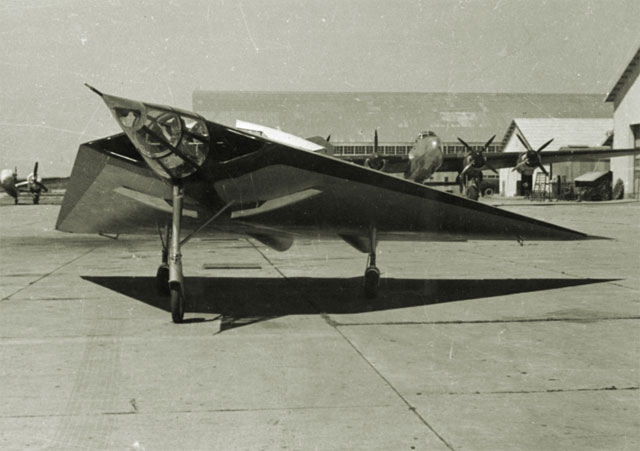
FMA I.Ae. 37 fighter prototype (1953)
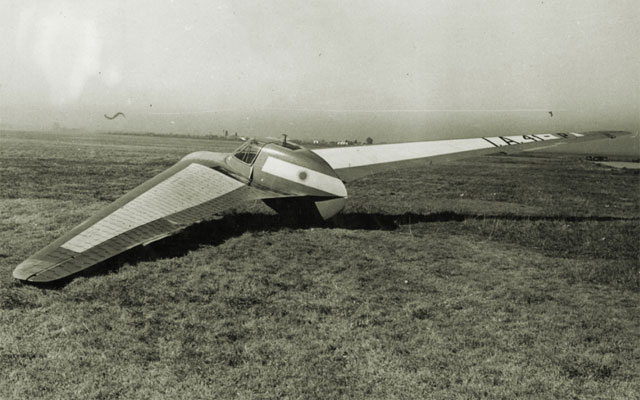
IAe.41 Urubú flying wing glider (1953)
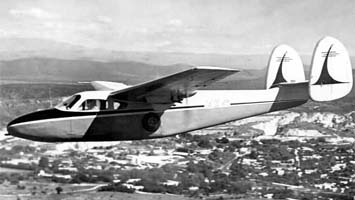
IA 45 Querandi light transport prototype (1957)
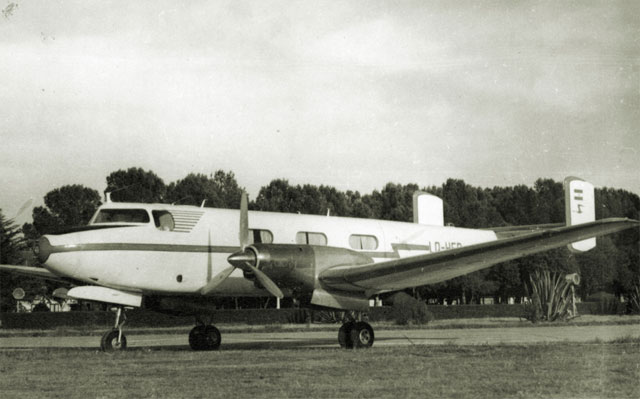
آی‌ای ۵۰ گوارانی۱ در سال ۱۹۶۲
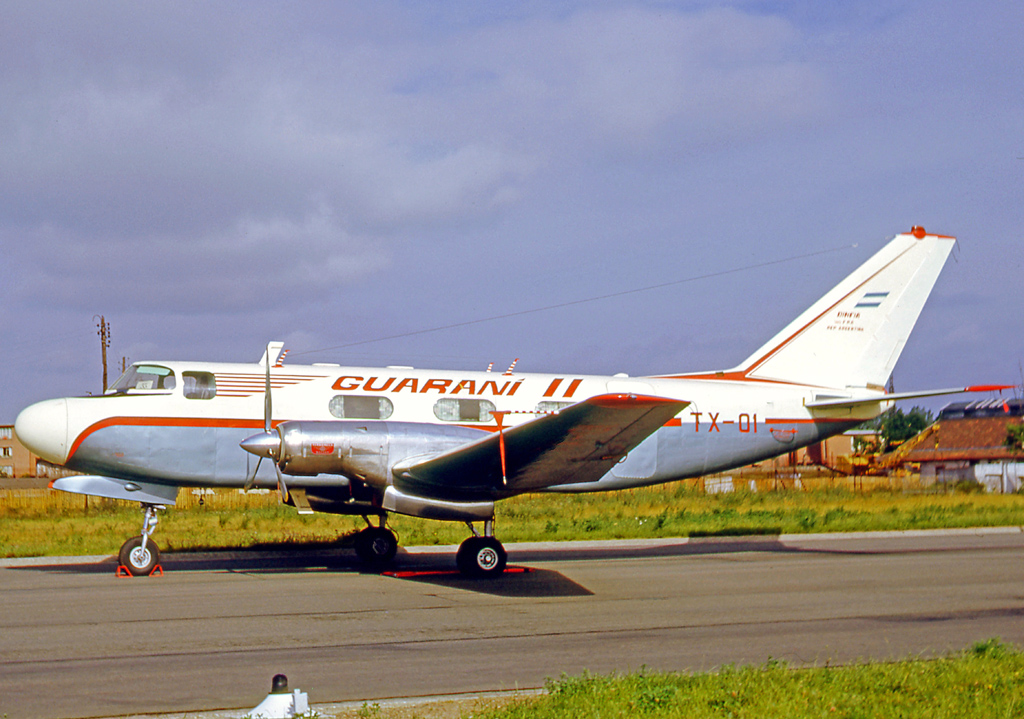
نمونه اولیه آی‌ای ۵۰ گوارانی ۲ در نمایشگاه هوایی پاریس در سال ۱۹۶۵
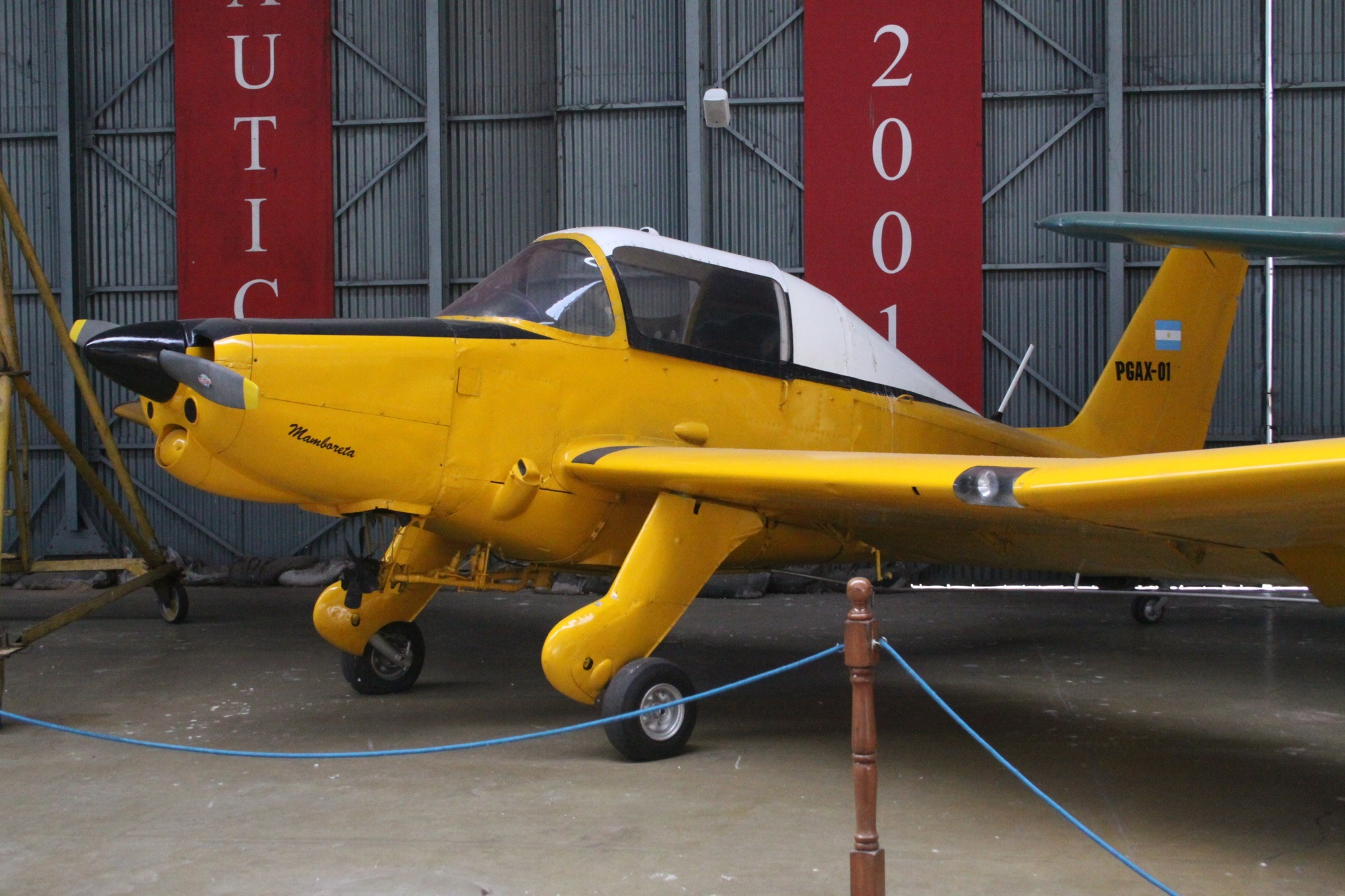
نمونه اولیه هواپیمای کشاورزی آی‌ای ۵۳ مامبورتا که در اواسط سالهای ۱۹۶۰ تولید شد.
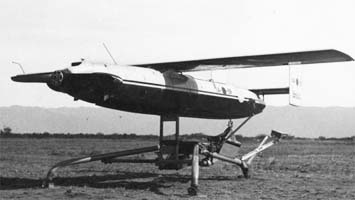
IA-59, prototype پهپاد, early 1970s
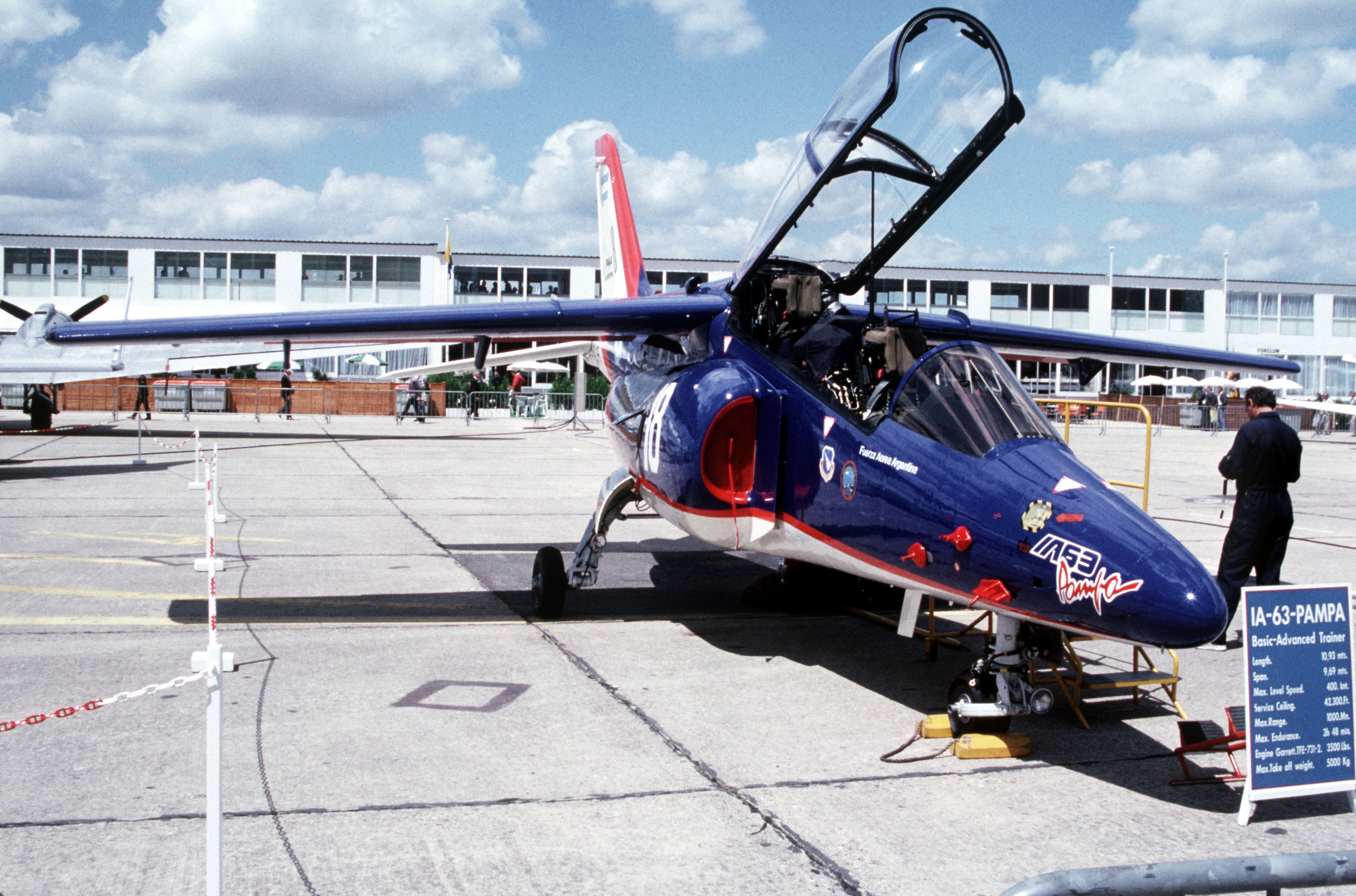
اف.ام.ای آی.ای-۶۳ پامپادرنمایشکاه هوایی پاریس سال ۱۹۹۱
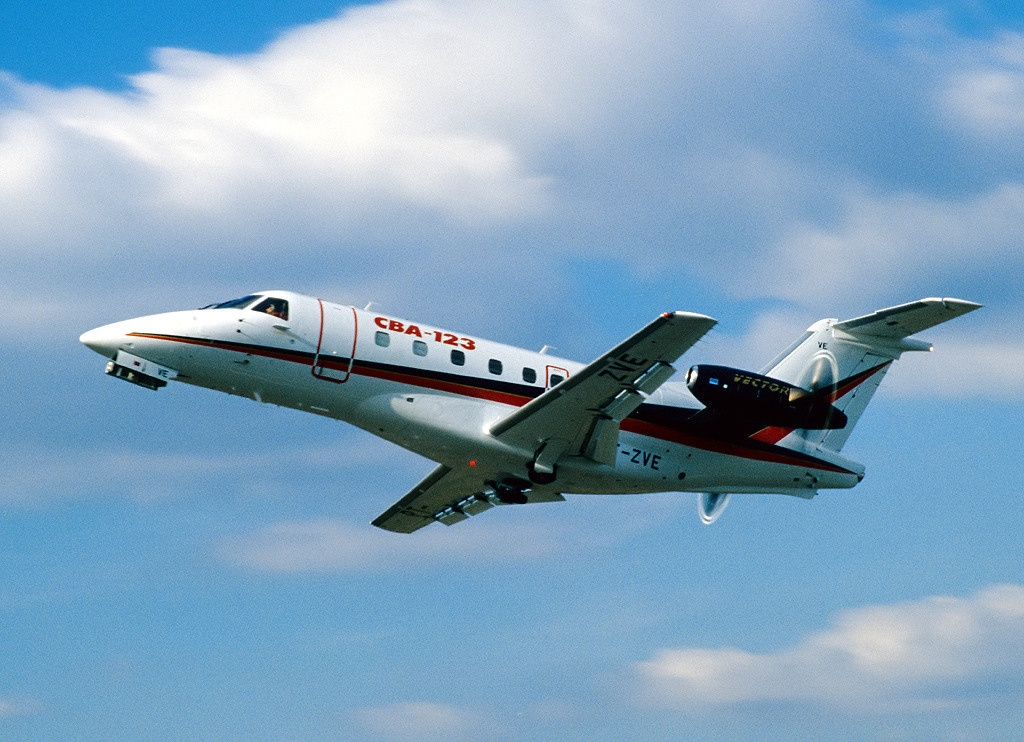
CBA 123 / IA 70 prototype, Farnborough 1990
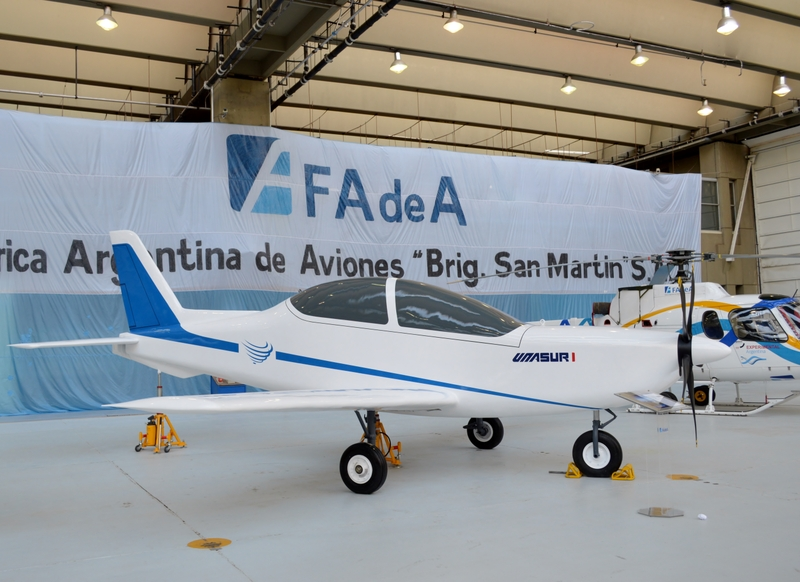
FAdeA I.A. 73 Unasur I mock-up
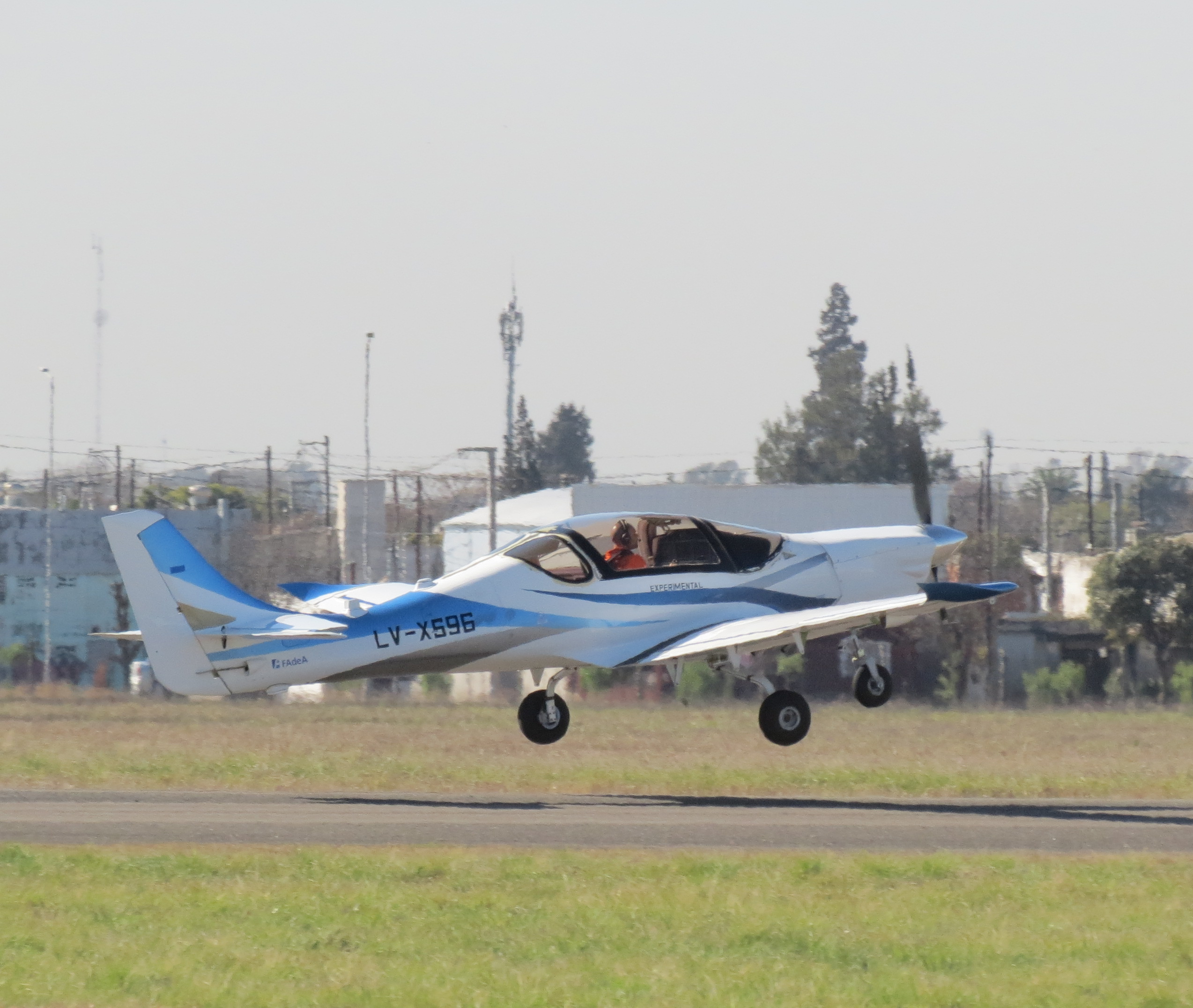
FAdeA I.A. 100, August 2016

### تولیدات تحت امتیاز

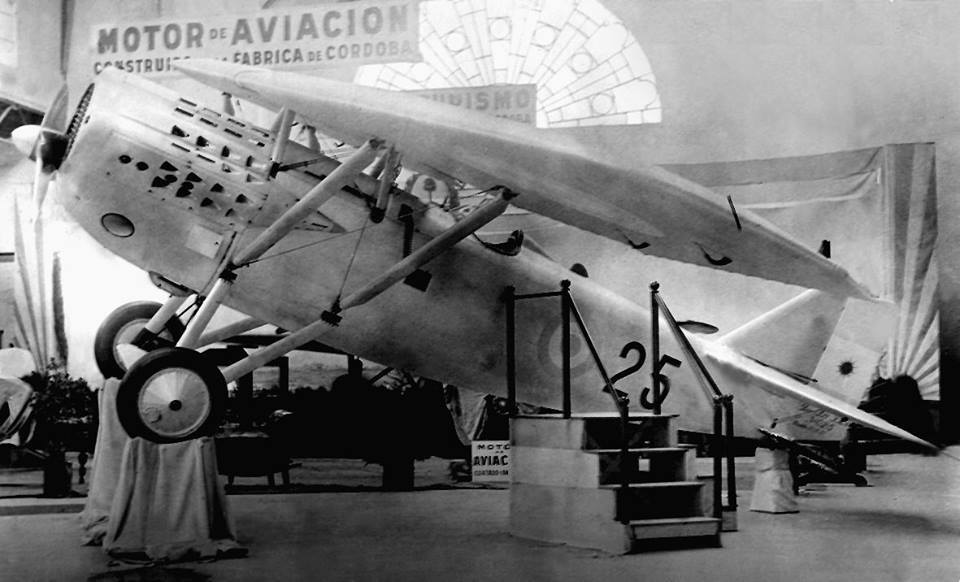
دواتین دی.۲۱
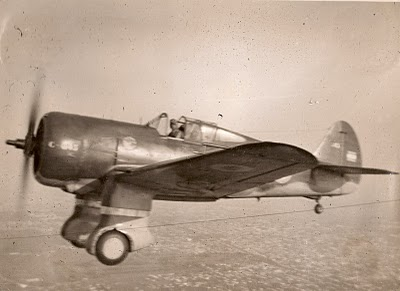
کورتیس پی-۷۵ او
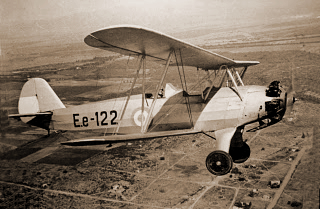
اف‌و ۴۴ اشتیگلیتز
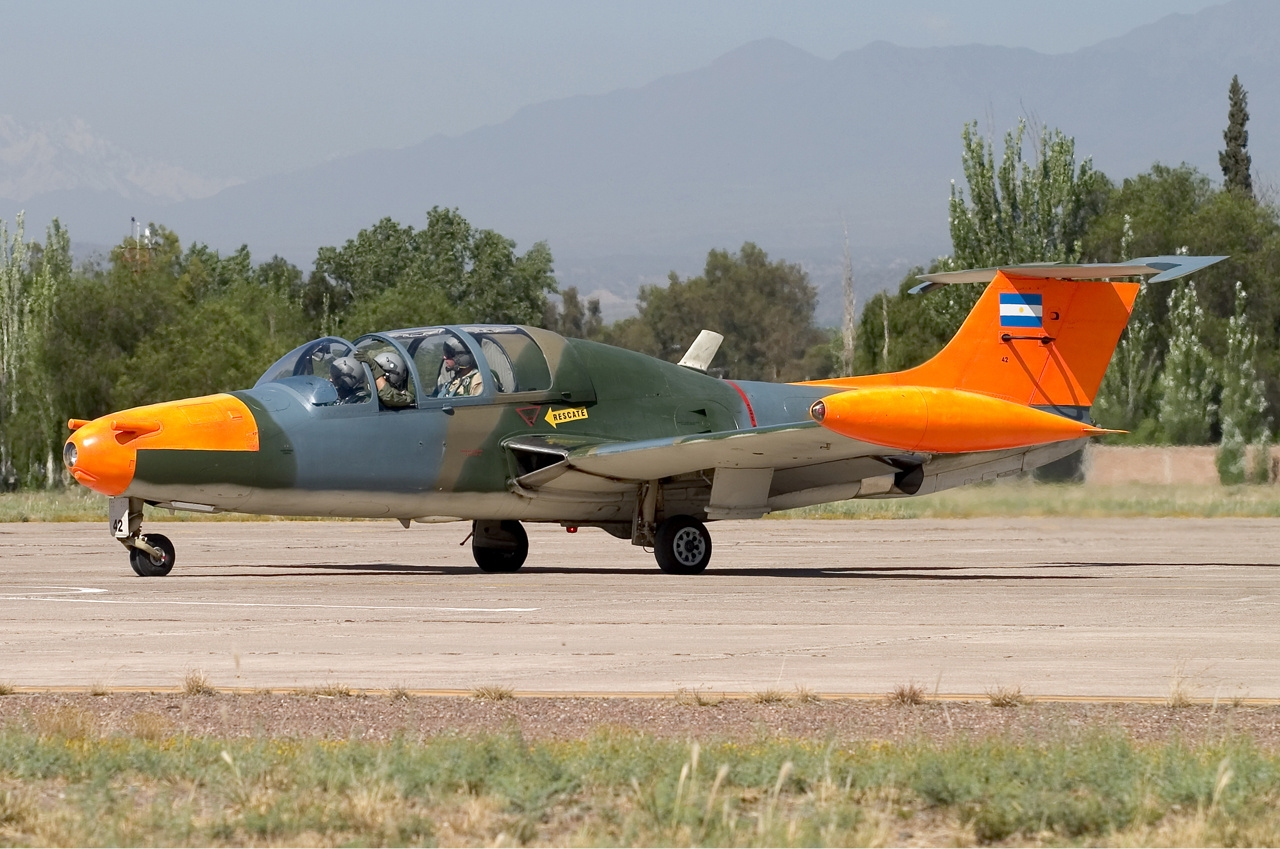
موران سولنیه ۷۶۰ پاریس

### موتورها

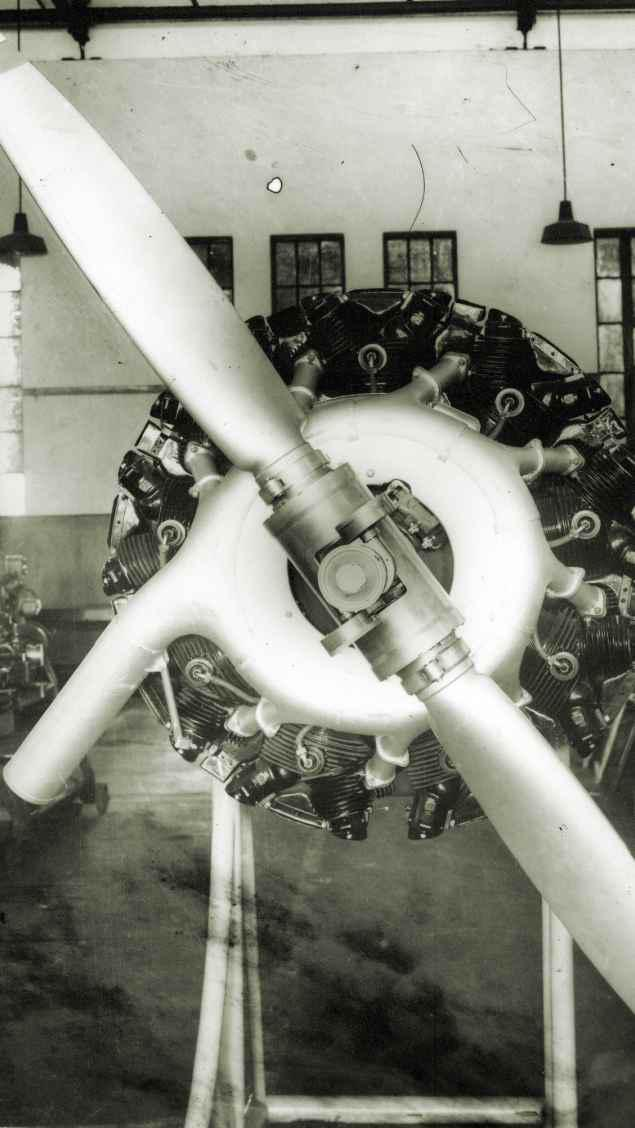
آی.ای‌ئی.آر-۱۶ اِل گائوچو
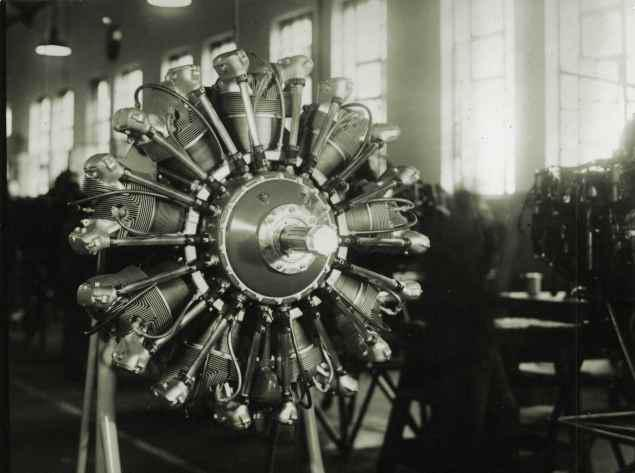
آی.ای‌ئی.آر-۱۹ اِل ایندیو